# Valeri Domovchiyski
Valeri Domovchiyski (en bulgare : Валери Домовчийски) est un footballeur international bulgare né le 5 octobre 1986 à Plovdiv en Bulgarie. Il évolue actuellement au poste d'attaquant pour l'APO Levadiakos.

## Carrière
- 2003-jan. 2008 :  Maritsa Plovdiv
- 2004-2011 :  PFK Levski Sofia
- jan. 2008-2011  :  Hertha BSC Berlin
- 2011-2013 :  MSV Duisbourg
- 2013-fév.2014 :   Botev Plovdiv
- mars 2014-2014 :  Tcherno More Varna
- 2014-2015 :  PFK Levski Sofia
- depuis sep. 2015 :  APO Levadiakos

## Palmarès
- PFK Levski Sofia
  - Champion de Bulgarie en 2006 et 2007.
  - Vainqueur de la Coupe de Bulgarie en 2005 et 2007.
  - Vainqueur de la Supercoupe de Bulgarie en 2005 et 2007.
- Hertha Berlin
  - Champion de 2.Bundesliga en 2011.